# Jezero Joca
Der Jezero Joca [ˈjɔt͡sa] (serbisch-kyrillisch Језеро Јоца) ist ein Angelsee im serbischen Landesteil Vojvodina.
Der See befindet sich fünf Kilometer südwestlich von Belo Blato und ist Teil einer Seenkette an der Mündung der Bega in die Theiß, deren anderes Ende der Belo jezero bildet. Er ist etwa 535 Hektar groß und besitzt eine mittlere Tiefe von 0,77 Metern. Der See entstand in der Mitte des 20. Jahrhunderts mit dem Abschluss der im 18. Jahrhundert begonnenen Kanalisierung und Urbarmachung des durch das Mündungsgebiet der Bega in die Theiß gebildeten Niederungsgebietes.
Der See ist sehr beliebt bei Hecht-Anglern, die auch aus anderen europäischen Länder zum Angeln einreisen. Es gibt aber auch andere Fischarten im See wie Karpfen oder Welse. Der See liegt mitten in einem großen Naturschutzgebiet, das auch von Schakalen bewohnt wird. Auch abendliches Angeln ist gestattet, auf den Plattformen auf dem See jedoch nicht. Für das Angeln in Serbien wird kein Fischereischein benötigt, lediglich eine Tagesgebühr ist zu bezahlen. Das Reservieren von Plattformen auf dem See ist möglich.